# Хайнрих III (Льовен)
Вижте пояснителната страница за други личности с името Хайнрих III.
Хайнрих III (на френски: Henri III de Louvain; на немски: Heinrich III von Löwen; на нидерландски: Hendrik III van Leuven, * 1060, † февруари или март 1095, Турне) от род Регинариди, е граф на Льовен и на Брюксел (1078 – 1095) и ландграф на Брабант (1085/1086 - 1095).

## Биография
Хайнрих III е син на граф Хайнрих II († 1078) и на графиня Адела. Той е внук по бащина линия на Ламберт I Брадатия († 1015).
След смъртта на пфалцграф Херман II от Лотарингия († 20 септември 1085) император Хайнрих IV му дава Ландграфството Брабант. Хайнрих III преписва парцел близо до Асе на манастира Афлигем по случай неговото освещаване (1086).
През февруари или март 1095 г. той предприема преглед на рицарите на Кастелан от Турне. При последвалия турнир Хайнрих претърпява смъртна злополука. Неговият брат, Готфрид I, го последва във всичките му служби.

## Фамилия
Хайнрих е женен за Гертруда от Фландрия (1080 – 1117), дъщеря на граф Роберт I Фризиец от Фландрия († 1092) и Гертруда Саксонска Билунг (1030 – 1113), дъщеря на Бернхард II (херцог на Саксония) от фамилята Билунги. Двамата имат четири дъщери, двете от тях се казват:
- Аделхайд (Аделаида, † 1158), омъжена за Симон I, херцог на Лотарингия
- Гертруда, омъжена вероятно за Ламберт, граф на Монтегю и Клермон.

Неговата вдовица се омъжва през 1096 г. за херцог Дитрих II от Лотарингия († 1115) и става майка на Дитрих Елзаски (* 1099, † 4 февруари 1168), граф на Фландрия от 1128 г.